# آب‌بردان
آب‌بُردان جماعت و شهرکی در شمال غربی تاجیکستان است که در ناحیهٔ مست‌چاه ولایت سغد قرار دارد. جمعیت این جماعت ۲۷٬۳۶۶ نفر است.